# وانگ شیوفن
وانگ شیوفن (انگلیسی: Wang Xiufen؛ زادهٔ ۲۰ فوریهٔ ۱۹۷۴) وزنه‌بردار اهل چین بود.
وی در مسابقات کشوری و بین‌المللی در مجموع برندهٔ ۱ مدال طلا، ۱ مدال برنز شده‌است.